# Rajec

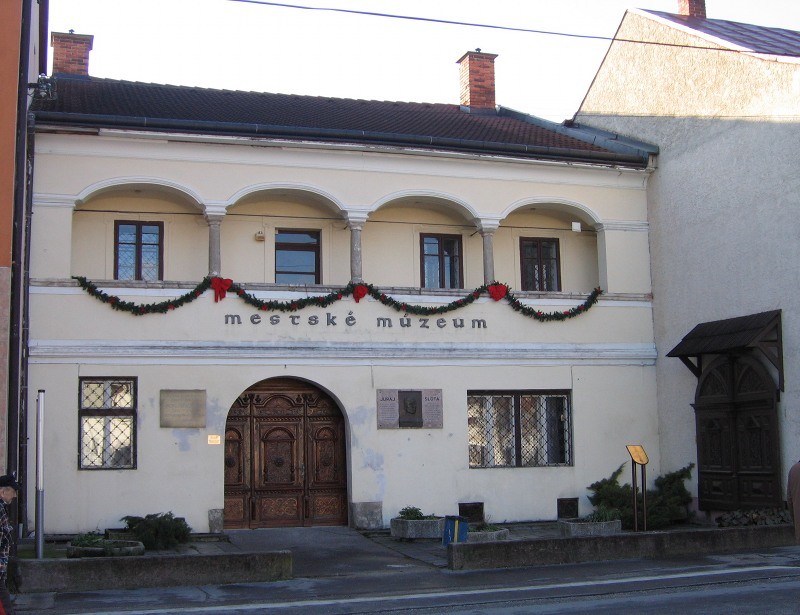
Városi Múzeum

Rajec (szlovákul Rajec) város Szlovákiában, a Zsolnai kerület Zsolnai járásában. Egy ideig hozzá tartozott Györkeháza, Kiscserna, Nagycserna és Suja, de az 1990-es években ezek mindegyike újra önálló községgé vált.

## Fekvése
Zsolnától 18 km-re délnyugatra, a Rajec-patak völgyében fekszik.

## Történet xxx
Rajec a Rajec-patak völgyének legősibb települése. A régészeti leletek szerint már a történelem előtti időkben, az újkőkorban is éltek itt emberek. Az ókorban itt vezetett át a Borostyánkő út, melynek mentén több római kori település is feküdt.
A mai települést valószínűleg a 12. században betelepülő németek alapították, legrégibb írásos említése is a 12. századból származik. 1193-ban III. Béla király határleíró oklevelében „Raich” néven szerepel. A „rajec” név szlovákban „kis mennyország”-ot jelent. Első ismert birtokosa a nyitrai káptalan és Raich-i Olivér fia Kázmér comes, aki 1236-ban az ő földjével szomszédos rajeci birtokot és annak tartozékait elcseréli a káptalannal.
Határában állt egykor Rajec vára, melyet 1297-ben Csák Máté foglalt el a Hontpázmány nembeli Kázmér fiaitól. 1321-től  királyi várként a besztercei ispánsághoz tartozott. Rajec az 1332 és 1337 között kelt pápai tizedjegyzékben „Raya” néven szerepel, amikor a Szent László templom plébánosa 8 garassal adózott. 1358-ban Rajec Vágbeszterce várának tartozéka volt. Szent László tiszteletére szentelt templomát 1368-ban is említik. A Balogh nembeli Ath fia Domonkos templomépítési engedélyt kérő levelében „villa Raych” alakban szerepel. 1387-től Rajec vára Ilsvai Leusták birtoka volt. 1392-től zálogul Serkei Rezsőé, de 1397-ben Zsigmond visszaszerezte és leromboltatta. Pontos helye nem ismert, nyoma nem maradt, uradalmát pedig Zsigmond Lietavához csatolta.
A város első céhe – a posztógyártóké – 1408-ban alakult, majd 1478-ban a cipészek céhe is létrejött. Az adóösszeírás szerint 1598-ban Rajecnek 138 háza volt. 1604-ben II. Rudolf királytól vásártartási jogot kapott, néhány évvel később, 1609-ben pedig II. Mátyás vám- és adómentességet adott Rajecnek. 1720-ban a városnak 215 adózó háztartása, 145 kézművese volt. Kiváltságait 1749-ben Mária Terézia is megerősítette, ennek az oklevélnek eredetijét ma a városi múzeum őrzi. 1784-ben 475 házában 583 családban 2803 lakos élt. A városban virágzott a kézművesipar. A 18. században mintegy 500 kézműves volt a városban, különösen rézművesei voltak híresek, valamint a 18. század közepén itt alapította a Pazsiczky család az akkori Magyarország egyik jelentős orgonaépítő műhelyét.
A 18. század végén Vályi András így ír róla: „RAJECZ. Rajcz. Szép tót Város Trentsén Vármegyében, a’ mint tót nevezete is bizonyíttya, melly paraditsomotskát jelent, földes Urai Pongrácz, és több Uraságok, lakosai katolikusok, és evangelikusok, zsidók is, fekszik Zolnához két, Lietavához délre egy mértföldnyire, meleg fördőjétől egy órányira. Fekvése, és épűlete e’ Városnak kies, piatza 4 szegeletű, mellyen épűlt a’ Városháza. Nevezetesítik a’ sok-veres bőrt készítő timár lakosai, kiknek munkáik a’ Rajczi szattyán név alatt az egész Hazában esmeretesek. Szentegyháza Szent Lászlónak emlékezetére van szentelve, ’s e’ Plebániához kaptsoltatott az Apátfalvai Apáturság. B. V. M. 5 fontium. Turzó alatt e’ Város víg, és épűlőben vala, a’ ki szabadságokat is szerzett Lakosainak. Ispotállya is van, földgye termékeny, lennye jó, legelője, keresettye van, méhei hasznosak, kézi munkával is kereshetnek pénzt, első osztálybéli.”
1828-ban 521 házában 3004 lakosa volt.
Fényes Elek 1851-ben kiadott geográfiai szótárában így ír a városról: „Rajecz, csinos tót mező-város, Trencsén vmegyében, egy hegyektől körül-keritett kies vidéken: 2360 kath., 238 evang., 305 zsidó lak. Kath. paroch. templom. Lakosai földmivelők, kézi-mesteremberek, főképen timárok (mintegy 200), s kereskedők. Ezenkivül a méhtenyésztést, a len- és kender-termesztést is szorgalmatosan űzik. Papiros-malmában jó közönséges papiros készül. Egyébiránt nevezetesiti a várost innen egy órányira fekvő meleg fördője, melly sérültségben, tagok zsibbadásában, szakgatásban, köszvényben jó foganattal használtatik. F. u. a lietavai uradalom. Ut. p. Zsolna.”
A trianoni békéig Trencsén vármegye Zsolnai járásához tartozott.
Hozzá tartozott 1971 és 1990 között Györkeháza, 1986 és 1990 között Kiscserna és Nagycserna, valamint 1971 és 1997 között Suja.

## Népessége
| Év:            | 1994. | 2004.   | 2014.   | 2024.   |
| -------------- | ----- | ------- | ------- | ------- |
| Emberek száma: | 6404  | 6074    | 5881    | 5703    |
| Eltérés:       |       | -5,15 % | -3,17 % | -3,02 % |

| Év:            | 2023. | 2024.   |
| -------------- | ----- | ------- |
| Emberek száma: | 5777  | 5703    |
| Eltérés:       |       | -1,28 % |

1910-ben a városkának 2736 lakosából 2497 szlovák és 131 magyar volt.
2011-ben 5860 lakosából 5589 szlovák volt.

## Nevezetességei
- Szent László tiszteletére szentelt római katolikus temploma gótikus eredetű, már 1368-ban említi oklevél. 1610-ben reneszánsz, majd 1770-ben barokk stílusban építették át.
- A Főtér épületei között több is 16.-17. századi eredetű, közülük is kiemelkedik a 16. századi reneszánsz városháza, melyet a 18. században barokkizáltak.
- A plébánia épülete 1657-ben épült.
- A városi múzeum épülete eredetileg sörfőzde, majd kocsma volt.
- A Szentháromság-oszlop 1818-ban készült.
- Nepomuki Szent János szobra a 19. század elején készült.
- Termálfürdő.

## Híres személyek
- Itt született 1709-ben Csernyánszky János evangélikus lelkész.
- Itt született 1774-ben Schulek János evangélikus lelkész, rektor.
- Itt született 1822. június 17-én Frivalszky János természettudós.
- Itt született 1898-ban Matúš Kavec szlovák író.
- Itt született 1902. június 5-én Szenes Erzsi (+1981) író, költő, újságíró.[5]